# Cynthia Potter
Cynthia „Cindy“ Ann Potter (* 27. August 1950 in Houston, Texas) ist eine ehemalige US-amerikanische Wasserspringerin.

## Lebenslauf
Cynthia Potter wurde 1950 in Houston geboren und wuchs auch in der Stadt auf. Im dortigen Shamrock Hilton Hotel begann sie früh mit dem Turm- und Wasserspringen, war aber zeitgleich auch im Synchronschwimm- und Schwimmteam aktiv. Nachdem sie sich für eine der Wassersportarten entscheiden musste und ihre Lamar High School kein Sprung-Team besaß, entschied sie sich für das Schwimmen, trainierte jedoch außerhalb des Campus weiter intensiv das Springen. Nach dem Abschluss der High School stand sie vor dem Problem, dass es keine College-Sportprogramme für Frauen gab. Jedoch lud sie Trainer Hobie Billingsley von der Indiana University dazu ein, mit dem männlichen Team zu trainieren.
Schon in ihrem ersten Sommer konnte sie ihren ersten nationalen Titel gewinnen und wurde als Ersatzspringerin für die Olympischen Spiele 1968 in Mexiko-Stadt nominiert.
Potter, die in ihrer 20-jährigen Karriere 28 nationale Meistertitel gewinnen sollte, nahm im Jahr 1970 an der Universiade in Turin teil und konnte dort Gold vom 3-Meter-Brett und Bronze von der 10-Meter-Plattform gewinnen. Sie galt vor den Olympischen Spielen in München als Kandidatin auf Medaillen, blieb jedoch, von einer Fußverletzung gehandicapt sowohl vom 3-Meter-Brett als auch von der 10-Meter-Plattform ohne Edelmetall. In den Folgejahren konnte sie dann aber Medaillen bei Groß-Ereignissen gewinnen. So holte sie bei den Panamerikanischen Spielen 1975 in Mexiko-Stadt Bronze von der 10-Meter-Plattform, 1976 bei den Olympischen Spielen in Montreal Bronze vom 3-Meter-Brett, knapp hinter der Ost-Deutschen Christa Köhler und knapp vor Heidi Ramlow-Becker. Noch besser schnitt sie zwei Jahre später bei den Schwimmweltmeisterschaften ab: In West-Berlin errang sie Silber vom 3-Meter-Brett, geschlagen nur von der mehrmaligen Weltmeisterin und späteren Olympiasiegerin Irina Kalinina.
Potter blieb dem Sprung-Sport auch nach ihrer aktiven Karriere eng verbunden. So war sie unter anderem lange Jahre Sprunglehrerin an der University of Arizona, Freiwillige bei den Special Olympics, Sprungrichterin oder Mitglied im Vorstand der International Swimming Hall of Fame. Daneben war Potter für über 30 Jahre als TV-Expertin für Sprung-Wettbewerbe aktiv, darunter auch als Expertin bei diversen Olympischen Spielen.
Cynthia Potter, die knapp drei Jahre mit dem Geschäftsmann James Franklin McIngvale verheiratet war, wurde dreimal zur Weltspringerin des Jahres ernannt. Daneben wurde sie in die Hall of Fame ihrer High School, ihres Colleges sowie in die International Swimming Hall of Fame aufgenommen.